# Вітіс Вілюнас
Вітіс Вілюнас (Вілюнас Вітіс Казіса (Казісович), лит. Vytis Viliūnas; *19 липня 1944, Паневежис — †10 листопада 2011, Вільнюс) — литовський, радянський і російський вчений-психолог, доктор психологічних наук, професор психології у Московському державному університеті імені Ломоносова, Вільнюському університеті, Університеті Вітовта Великого, Вільнюському педагогічному університеті.
, Шяуляйському університеті.

## Біографія
Вітіс Казісович Вілюнас народився 19 липня 1944 року в невеликому литовському місті Паневежис. Після закінчення школи і служби в армії поступив на Факультет психології Московського державного університету імені Ломоносова, який закінчив у 1970 році. У 1973 році закінчив аспірантуру Московського державного університету імені Ломоносова. В 1974 році захистив кандидатську дисертацію «Психологічний аналіз емоційних явищ» (науковий керівник — професор Леонтьєв Олексій Миколайович).
1990 року захистив докторську дисертацію «Психологічні механізми розвитку мотивації», в якій дослідив проблеми психології мотивації й емоцій, а також описав регулятивне значення психіки і природні передумови психіки людини.
З 1973 року — викладач, а з 1992 року — професор кафедри загальної психології Московського державного університету імені Ломоносова. Загальний викладацький стаж його роботи в університеті склав майже 40 років. 
Був одним з керівників Товариства литовської культури в Москві.
Після тривалої хвороби помер 10 листопада 2011 року у м. Вільнюсі.

## Наукова діяльність
Основні напрямки наукових досліджень — суб'єктивні переживання людини, суб'єктивна реальність. Дослідив феноменологію емоцій та обґрунтував можливість використання феноменологічних даних у побудові теорії емоцій.
Виявив двоїсту будову емоційних явищ, що включають емоційні переживання й відображення об'єктивного змісту, який "забарвлюють" емоції. Емоційні переживання безпосередньо відкривають суб'єкту смисл відображуваного змісту з точки зору потреб суб'єкта, служать спонуканням до діяльності. Емоційні явища взаємопов'язані, і процеси їх виникнення підлягають певним закономірностям. 
Класифікував емоційні явища на "провідні" та "похідні", в залежності від відношення відображуваного емоційно предмета до предметів провідних потреб суб'єкта. Розглядав процес розвитку емоційної сфери людини в онтогенезі, місце і значення "ключових", "провідних" і "ситуативних", "похідних" емоцій. Обґрунтував місце емоційних явищ в розвитку і функціонуванні всієї пізнавальної сфери особистості (1976).
Дослідив механізми біологічної мотивації та, спираючись на цей матеріал, експериментально і теоретично проаналізував властиво людську мотивацію, розкрив детермінанти розвитку мотивації людини, мотиваційне зумовлювання, мотиваційне опосередкування, ситуативний і онтогенетичний розвиток мотивації, співвідношення емоцій та мотивів, феномени мотиваційної фіксації та сумації.
Йому присвячено спеціальный випуск журналу Journal of Russian & East European Psychology.

## Основні праці
Загальна кількість наукових публікацій: 54, у тому числі:

### Монографії
- Вилюнас В. К. Психология эмоциональных явлений. — М.: Изд-во Моск. ун-та, 1976. — 142 с.
- Вилюнас В. К. Психологические механизмы биологической мотивации. — М.: Изд-во Моск. ун-та, 1986. — 208 с.
- Вилюнас В. К. Психологические механизмы мотивации человека. — М.: Изд-во Моск. ун-та, 1990. — 288 с.
- Вилюнас В. К. Психология развития мотивации. — СПб.: Речь, 2006. — 458 с.

### Статті
- Вилюнас В. К. Обусловливание мотивационных отношений // Вестн. Моск. ун-та. Серия 14: Психология. — 1985. — № 4. — С. 50—59.
- Вилюнас В. К. Инстинкт в свете эмоциональной концепции мотивации // Вестн. Моск. ун-та. Серия 14: Психология. — 1997. — № 1. — С. 3-13.
- Вилюнас В. К. Эмпирические характеристики эмоциональной жизни // Психологический журнал. — 1997. — Т.18. — № 3. — С. 26-35.
- Вилюнас В. К. Фенотипическая интерпретация политической активности // Вестн. Моск. ун-та. Серия 14: Психология. — 2001. — № 2. — С. 51-62
- Вилюнас В. К., Кравченко А. С. Мотивация демонстративного поведения // Современная психология мотивации / Под ред. Д. А. Леонтьева. — М.: Смысл, 2002. — С. 122—151.